# ロンドン革命協会
ロンドン革命協会（ロンドンかくめいきょうかい、英語: London Revolution Society）は1788年に設立された組織であり、名目上の目的は1688年の名誉革命とウィリアム3世の100年記念だったが、実態は1790年代のグレートブリテン王国で活動した急進主義組織の1つだった。同様の組織はシェフィールドとともにイギリスにおけるジャコビニズムの中心地とされるノリッジなど各地にも設立された。
ロンドン革命協会の成員の多くは1780年から1794年までの憲法情報協会にも加入しており、聖公会の教徒のほかには非国教徒やユニテリアン主義者も協会の中心にいた。例としてはリチャード・プライス、ジョゼフ・プリーストリー、アンドリュー・キッピス、アブラハム・リース、セオフィラス・リンジー、トマス・ベルシャム、トマス・ブランド・ホリス、ピーター・フィンチ・マルティノーがいる。1789年7月にバスティーユ襲撃が起こった時点で革命協会は急進主義組織のうち最も積極的に活動した組織だった。また1789年時点の会合地点はロンドン・タヴァーンだった。革命協会は当時初期段階にあったフランス革命をだんだんと支持するようになり、1789年11月のフランス国民公会への講演はフランス初のジャコバン・クラブの成立につながった。協会は1792年まで活動を続けたが、それ以降は急進主義者の活動が憲法情報協会やロンドン通信協会に移った。これらの組織のうち、ロンドン通信協会は最も影響力が強く、長続きしたとされる。
革命協会は1792年に最後の会合を行い、その後は1792年から1794年にかけての保守派反動により多くの急進主義組織が活動休止に追い込まれた。1792年と1793年の一連の騒乱罪裁判の後は小ピットが1794年反逆罪裁判を起こし、続いて1795年扇動集会法が成立した。